# Villa Pullè
Villa Pule o Pullè, Monga, Galtarossa è una villa veneta risalente agli anni '30 del '600, situata nel comune di San Pietro in Cariano in provincia di Verona.
Dalla seconda metà del XVII secolo fu proprietà della famiglia Pullè di cui rimane lo stemma sulla facciata a sud, come sulla cappella e su alcuni rustici. Intorno al 1830 fu acquistata da Andrea Monga, proprietario della confinante villa Costanza, che pose il proprio stemma sulla facciata nord e l'ingresso pubblico alla cappella. 
L'accesso alla villa è formato da un maestoso viale di cipressi secolari. Si segnala un pozzo risalente al 1516. 
Nel 1929-30 Antonio Galtarossa acquistò la villa e iniziò la sua ristrutturazione.